# Pon Holdings
Pon Holdings is een Nederlands familiebedrijf dat wereldwijd actief is. Het is een van de grootste bedrijven in Nederland met een omzet van € 10 miljard en bijna 14.000 medewerkers in 34 landen. In Nederland is Pon Holdings importeur van auto's van de Volkswagen Group. Het is verder een van de grootste fietsproducenten ter wereld,

## Activiteiten

### Automotive
Pon Holdings is actief in de sectoren van automotive en transport via vele dochterbedrijven, waaronder:
- Distributie van automerken in Nederland: Volkswagen, Audi, SEAT, Škoda, Cupra, Lamborghini, Bentley, Rimac, Bugatti en Porsche
- In de Verenigde Staten is het actief in het zeer luxe segment met verkooppunten van Porsche, Lamborghini, Volkswagen, Audi en Bentley, maar ook Rolls-Royce, Ferrari, Aston Martin, BMW, Jaguar, Land Rover en McLaren.
- Distributie van trucks en zware bedrijfswagens in Nederland: MAN
- Houder van meerdere garagebedrijven
- Auto-leasing, Volkswagen Pon Financial Services, met als label Dutchlease

### Pon.bike
Pon Holding is eigenaar van Cervélo, Derby Cycle (eigenaar van Focus (fietsenmerk) en Kalkhoff), Dorel Sports (moedermaatschappij van Cannondale, Schwinn, GT Bicycles, Mongoose, Caloi, en IronHorse), Gazelle, Union, Santa Cruz (eigenaar van Reserve Wheels), Juliana Bicycles, PUBLIC Bikes,, Swapfiets, Veloretti, BBB fietsonderdelen, Urban Arrow, Lease-a-Bike, BusinessBike, Fietsned service, Ride Out fietswinkel(s), Mike's Bike fietswinkels, Nimbl fietsschoenen, OneUp fietsonderdelen en anderen.

### Equipment & Power Systems
Dit onderdeel is dealer van Caterpillar-machines in Nederland en Noorwegen, een deel van deze machines wordt verhuurd. In december 2024 werd de verkoop hiervan bekend gemaakt. Verder is dit onderdeel actief in energieoplossingen, GPS-controlesystemen en machines voor afvalverwerking en recycling. Het levert onder andere noodstroominstallaties voor ziekenhuizen en datacenters.

## Geschiedenis
Pon Holdings werd door Mijndert Pon in 1895 opgericht in Amersfoort.
Geschiedenis van voor de oprichting van de Pon Holding
- 1895: Mijndert Pon, vader van Ben Pon (senior), leidde een fietsenmakersbedrijf. Zijn zonen Ben en Wijnand werden eigenaren van dat bedrijf.
- 1931: Oprichting van Pon's Automobielhandel (destijds een keten van autodealers) door Ben en Wijnand
- 1936: Importlicentie van Continental AG en Federal
- 1947: Importlicentie van Volkswagen
- 1948: Importlicentie van Porsche
- 1986: Overname importlicentie van SEAT
- 1988: Overname Transmark Groep, Motrac (Linde)
- 1992: Overname importlicentie Škoda
- 1995: Overname BelCompany in samenwerking met Macintosh Retail Group
- 1998: Overname Pon North America
- 2003: Overname Geveke N.V.,[7] oprichting van Pon Equipment & Power Systems
- 2005: Oprichting Pon Logistic Solutions, Shanghai, China
- 2011: Overname Koninklijke Gazelle
- 2011: Overname importlicentie Cervélo
- 2015: Koopt meerderheidsbelang in Imtech Marine[8]
- 2016: Het bedrijf schikt voor € 12 miljoen een corruptieonderzoek rond politie- en legerauto's.[9]
- 2019: Verwerving Urban Arrow
- 2019: Verkoop van de Caterpillar activiteiten in Zweden en Denemarken aan het Duitse bedrijf Zeppelin.[10]
- 2020: Pon koopt resterende aandelen RH Marine Group (voormalig Imtech Marine), met RH Marine (Rotterdam), Radio Holland Group (Rotterdam), Van Berge Henegouwen (VBH) (Amsterdam) en Aerius Marine (Hamburg).[8]
- 2021: Overname Urus Group, Mike's Bikes en Dorel Sports
- 2022: Overname Veloretti[11]
- 2024: Verkoop van de resterende Caterpillar activiteiten in Nederland en Noorwegen aan Zeppelin. Met deze verkoop gaan 2000 medewerkers en een jaaromzet van € 1,1 miljard over.[12]